# Eletreto
Eletreto é um tipo de microfone com tamanho bastante reduzido, sendo frequentemente utilizado em circuítos eletrônicos que tem por finalidade, entre outras, de servir de escuta.

## Características
Também conhecido como microfone de condensador. 
Este microfone, para funcionar, requer uma tensão entre 2 e 3 Volts, necessária apenas para funcionamento do transistor interno, e tem um consumo de aproximadamente 1mA. 
Sua sensibilidade é extremamente boa sendo preferido como ideal para diversos projetos. Sua saída fica em torno de 9 a 18mV podendo chegar aos 20mV

## Funcionamento de um Microfone de Eletreto
É considerado o mais adequado para mini circuito e pode ser usado como eficiente pré-amplificador para entrada de microfone.
A voz (som) entra no microfone de eletreto através de uma abertura na parte de cima do mesmo e movimenta a folha fina de mylar carregada permanentemente (eletreto) em relação à armadura fixa. Este movimento altera a indução elétrica na armadura fixa deste capacitor, que está conectada no terminal "gate" do transistor interno. Este transistor, um FET (Field Effect Transistor ou Transistor de Efeito de Campo), amplifica o sinal e o entrega em seu dreno (terminal de saída do FET).
Os microfones de eletreto são da família dos eletrostáticos e o que o diferencia de outros microfones, como os dinâmicos, é que alguns modelos necessitam de alimentação exterior (ex: fonte de energia elétrica). 
Obs:Os Microfones de eletreto são polarizados internamente ou externamente.